# 塑性力学
塑性力学（そせいりきがく）とは、固体力学の一分野で弾性力学の延長に位置する学問。ただ、弾性力学とは降伏条件や流れ則を用いるなど、考え方に異なる点がある。塑性力学の概念は多くが流体力学から転用されたものである。1867年にイギリスの物理学者ジェームズ・クラーク・マクスウェルが提唱した粘弾性モデルが、現代の塑性力学の端緒となっている。